# Paris Saint-Germain Football Club 2023-2024
Questa voce raccoglie le informazioni riguardanti il Paris Saint-Germain Football Club nelle competizioni ufficiali della stagione 2023-2024.

## Maglie e sponsor
Lo sponsor tecnico, per la stagione 2023-2024, è Nike; il main sponsor ufficiale è Qatar Airways, mentre lo sleeve sponsor è Goat, una piattaforma online statunitense che offre scarpe da ginnastica, abbigliamento e accessori di lusso.
| Casa | Trasferta | Terza maglia |

## Organigramma societario
Area direttiva
- Presidente e direttore generale: Nasser Al-Khelaïfi
- Vice direttore generale: Jean-Claude Blanc
- Direttore sportivo: Luís Campos
- Vice direttore sportivo: Angelo Castellazzi
- Direttore della comunicazione: Jean-Martial Ribes

Area tecnica
- Allenatore: Luis Enrique
- Allenatore in seconda: Rafel Pol
- Assistente allenatore: Miguel D'Agostino
- Preparatori dei portieri: Toni Jiménez, Gianluca Spinelli
- Preparatori atletici: Sebastiano Pochettino, Nicolas Mayer
- Analisti video: Antoine Guillotin, Vincent Brunet, Clément Gonin

Area performance
- Coordinatore del dipartimento performance: Gian Nicola Bisciotti
- Dipartimento performance: Denis Lefebve, Ricardo Rosa, Ben Michael Simpson, Maxime Coulerot, Cristoforo Filetti

Area medica
- Responsabile dell'area medica: Christophe Baudot
- Medico sociale: Quentin Vincent
- Coordinatore fisioterapisti: Cyril Praud
- Fisioterapisti: Frédéric Mankowski, Joffrey Martin, Gaël Pasquer, Rafael Martini, Dario Forte, Diego Mantovani
- Podologo: Gaëlle Scalia
- Assistente medico: Sandrine Jarzaguet

## Rosa
Rosa e numerazione aggiornate al 1º gennaio 2024.
| N. |                          | Ruolo | Calciatore            |
| -- | ------------------------ | ----- | --------------------- |
| 1  | Costa Rica (bandiera)    | P     | Keylor Navas          |
| 2  | Marocco (bandiera)       | D     | Achraf Hakimi         |
| 3  | Francia (bandiera)       | D     | Presnel Kimpembe      |
| 4  | Uruguay (bandiera)       | C     | Manuel Ugarte         |
| 5  | Brasile (bandiera)       | D     | Marquinhos (capitano) |
| 7  | Francia (bandiera)       | A     | Kylian Mbappé         |
| 8  | Spagna (bandiera)        | C     | Fabián Ruiz           |
| 9  | Portogallo (bandiera)    | A     | Gonçalo Ramos         |
| 10 | Francia (bandiera)       | A     | Ousmane Dembélé       |
| 11 | Spagna (bandiera)        | A     | Marco Asensio         |
| 15 | Portogallo (bandiera)    | C     | Danilo Pereira        |
| 16 | Spagna (bandiera)        | P     | Sergio Rico           |
| 17 | Portogallo (bandiera)    | C     | Vitinha               |
| 19 | Corea del Sud (bandiera) | C     | Lee Kang-in           |
| 21 | Francia (bandiera)       | D     | Lucas Hernández       |
| 23 | Francia (bandiera)       | A     | Randal Kolo Muani     |

| N. |                       | Ruolo | Calciatore           |
| -- | --------------------- | ----- | -------------------- |
| 25 | Portogallo (bandiera) | D     | Nuno Mendes          |
| 26 | Francia (bandiera)    | D     | Nordi Mukiele        |
| 27 | Italia (bandiera)     | C     | Cher Ndour           |
| 28 | Spagna (bandiera)     | C     | Carlos Soler         |
| 29 | Francia (bandiera)    | A     | Bradley Barcola      |
| 30 | Francia (bandiera)    | P     | Alexandre Letellier  |
| 33 | Francia (bandiera)    | C     | Warren Zaïre-Emery   |
| 35 | Brasile (bandiera)    | D     | Lucas Beraldo        |
| 37 | Slovacchia (bandiera) | D     | Milan Škriniar       |
| 38 | Francia (bandiera)    | C     | Ethan Mbappé         |
| 41 | Francia (bandiera)    | C     | Senny Mayulu         |
| 42 | Francia (bandiera)    | D     | Yoram Zague          |
| 44 | Francia (bandiera)    | A     | Hugo Ekitike         |
| 80 | Spagna (bandiera)     | P     | Arnau Tenas          |
| 97 | Francia (bandiera)    | D     | Layvin Kurzawa       |
| 99 | Italia (bandiera)     | P     | Gianluigi Donnarumma |

## Calciomercato

### Sessione estiva
| Acquisti         | Acquisti            | Acquisti              | Acquisti                    |
| R.               | Nome                | da                    | Modalità                    |
| ---------------- | ------------------- | --------------------- | --------------------------- |
| D                | Milan Škriniar      |                       | svincolato                  |
| A                | Gonçalo Ramos       | Benfica               | prestito                    |
| A                | Ousmane Dembélé     | Barcellona            | definitivo (50 milioni €)   |
| D                | Lucas Hernández     | Bayern Monaco         | definitivo (45 milioni €)   |
| A                | Bradley Barcola     | Olympique Lione       | definitivo (45 milioni €)   |
| C                | Manuel Ugarte       | Sporting Lisbona      | definitivo (60 milioni €)   |
| C                | Lee Kang-in         | Maiorca               | definitivo (22 milioni €)   |
| C                | Cher Ndour          |                       | svincolato                  |
| C                | Xavi Simons         | PSV                   | definitivo (4 milioni €)    |
| A                | Marco Asensio       |                       | svincolato                  |
| A                | Hugo Ekitike        | Stade Reims           | definitivo (28,5 milioni €) |
| P                | Arnau Tenas         | Barcellona Atlètic    | svincolato                  |
| A                | Randal Kolo Muani   | Eintracht Francoforte | definitivo (95 milioni €)   |
| Altre operazioni |                     |                       |                             |
| R.               | Nome                | da                    | Modalità                    |
| P                | Keylor Navas        | Nottingham Forest     | fine prestito               |
| D                | Abdou Diallo        | RB Lipsia             | fine prestito               |
| D                | Colin Dagba         | Strasburgo            | fine prestito               |
| D                | Layvin Kurzawa      | Fulham                | fine prestito               |
| C                | Julian Draxler      | Benfica               | fine prestito               |
| C                | Edouard Michut      | Sunderland            | fine prestito               |
| C                | Ayman Kari          | Lorient               | fine prestito               |
| C                | Leandro Paredes     | Juventus              | fine prestito               |
| C                | Georginio Wijnaldum | Roma                  | fine prestito               |
| A                | Mauro Icardi        | Galatasaray           | fine prestito               |

| Cessioni         | Cessioni                | Cessioni              | Cessioni                                      |
| R.               | Nome                    | a                     | Modalità                                      |
| ---------------- | ----------------------- | --------------------- | --------------------------------------------- |
| D                | Sergio Ramos            |                       | svincolato                                    |
| D                | El Chadaille Bitshiabu  | RB Lipsia             | definitivo (15 milioni €)                     |
| C                | Xavi Simons             | RB Lipsia             | prestito                                      |
| A                | Neymar                  | Al-Hilal              | definitivo (90 milioni €)                     |
| D                | Abdou Diallo            | Al-Arabi              | definitivo (15 milioni €)                     |
| A                | Lionel Messi            |                       | svincolato                                    |
| C                | Marco Verratti          | Al-Arabi              | definitivo (45 milioni €)                     |
| C                | Julian Draxler          | Al-Ahli Doha          | definitivo (9 milioni €)                      |
| Altre operazioni |                         |                       |                                               |
| R.               | Nome                    | a                     | Modalità                                      |
| C                | Éric Junior Dina Ebimbe | Eintracht Francoforte | definitivo (6,5 milioni €)                    |
| C                | Ayman Kari              | Lorient               | rinnovo prestito                              |
| C                | Renato Sanches          | Roma                  | prestito(1 milione €) con diritto di riscatto |
| C                | Leandro Paredes         | Roma                  | definitivo (2,5 milioni €)                    |
| C                | Georginio Wijnaldum     | Al-Ettifaq            | definitivo (8 milioni €)                      |
| A                | Mauro Icardi            | Galatasaray           | definitivo (10 milioni €)                     |
| D                | Timothée Pembélé        | Roma                  | definitivo                                    |
| D                | Colin Dagba             | Auxerre               | prestito                                      |

### Sessione invernale
| Acquisti         | Acquisti      | Acquisti  | Acquisti                  |
| R.               | Nome          | da        | Modalità                  |
| ---------------- | ------------- | --------- | ------------------------- |
| D                | Lucas Beraldo | San Paolo | definitivo (20 milioni €) |
| Altre operazioni |               |           |                           |
| R.               | Nome          | da        | Modalità                  |
| C                | Noha Lemina   | Sampdoria | fine prestito             |

| Cessioni         | Cessioni     | Cessioni              | Cessioni |
| R.               | Nome         | a                     | Modalità |
| ---------------- | ------------ | --------------------- | -------- |
| C                | Cher Ndour   | Braga                 | prestito |
| A                | Hugo Ekitike | Eintracht Francoforte | prestito |
| Altre operazioni |              |                       |          |
| R.               | Nome         | a                     | Modalità |
| C                | Noha Lemina  | Wolverhampton         | prestito |

## Risultati

### Ligue 1

#### Girone di andata
| Parigi 12 agosto 2023, ore 20:45 CEST 1ª giornata | Paris Saint-Germain | 0 – 0 referto | Lorient | Parco dei Principi (47 579 spett.)\| Arbitro: \| Dechepy \| |
| Arbitro:                                          | Dechepy             |               |         |                                                             |

| Arbitro: | Léonard |

|                      |           |                   |
| Aboukhlal 87’ (rig.) | Marcatori | 62’ (rig.) Mbappé |

| Arbitro: | Letexier |

|                             |           |                  |
| Asensio 45’ Mbappé 52’, 90’ | Marcatori | 90+4’ Guilavogui |

| Arbitro: | Wattellier |

|                    |           |                                                |
| Tolisso 74’ (rig.) | Marcatori | 4’ (rig.), 45+1’ Mbappé 20’ Hakimi 38’ Asensio |

| Arbitro: | Turpin |

|                 |           |                            |
| Mbappé 29’, 87’ | Marcatori | 21’, 69’ Moffi 53’ Laborde |

| Arbitro: | Delajod |

|                                         |           |  |
| Hakimi 8’ Kolo Muani 37’ Ramos 47’, 89’ | Marcatori |  |

| Clermont-Ferrand 30 settembre 2023, ore 17:00 CEST 7ª giornata | Clermont Foot | 0 – 0 referto | Paris Saint-Germain | Stadio Gabriel Montpied (10 586 spett.)\| Arbitro: \| Bollengier \| |
| Arbitro:                                                       | Bollengier    |               |                     |                                                                     |

| Arbitro: | Bastien |

|            |           |                                       |
| Gouiri 56’ | Marcatori | 32’ Vitinha 36’ Hakimi 58’ Kolo Muani |

| Arbitro: | Dechepy |

|                                      |           |  |
| Mbappé 10’ (rig.) Soler 31’ Ruiz 77’ | Marcatori |  |

| Arbitro: | Brisard |

|                           |           |                                 |
| Mounié 43’ Le Douaron 52’ | Marcatori | 16’ Zaïre-Emery 28’, 89’ Mbappé |

| Arbitro: | Buquet |

|                                     |           |  |
| Lee 10’ Zaïre-Emery 58’ Vitinha 66’ | Marcatori |  |

| Arbitro: | Delajod |

|  |           |                     |
|  | Marcatori | 3’, 59’, 82’ Mbappé |

| Arbitro: | Bastien |

|                                                                      |           |                          |
| Ramos 18’ Mbappé 39’ (rig.) Dembélé 70’ Vitinha 72’ Kolo Muani 90+6’ | Marcatori | 22’ Minamino 75’ Balogun |

| Arbitro: | Dechepy |

|  |           |                        |
|  | Marcatori | 23’ Mbappé 89’ Vitinha |

| Arbitro: | Brisard |

|                            |           |             |
| Barcola 41’ Kolo Muani 83’ | Marcatori | 55’ Mohamed |

| Arbitro: | Delajod |

|             |           |                   |
| David 90+4’ | Marcatori | 66’ (rig.) Mbappé |

| Arbitro: | Buquet |

|                             |           |          |
| Vitinha 49’ Mbappé 60’, 83’ | Marcatori | 72’ Udol |

#### Girone di ritorno
| Arbitro: | Brisard |

|  |           |                        |
|  | Marcatori | 30’ Barcola 89’ Mbappé |

| Arbitro: | Turpin |

|                            |           |                             |
| Asensio 38’ Kolo Muani 45’ | Marcatori | 55’ Camara 80’ Pereira Lage |

| Arbitro: | Buquet |

|           |           |                        |
| Bakwa 68’ | Marcatori | 31’ Mbappé 49’ Asensio |

| Arbitro: | Letexier |

|                                                |           |           |
| Ramos 10’ Alexsandro 17’ (aut.) Kolo Muani 80’ | Marcatori | 6’ Yazıcı |

| Arbitro: | Brisard |

|  |           |                                 |
|  | Marcatori | 60’ Hernández 78’ (rig.) Mbappé |

| Arbitro: | Dechepy |

|                    |           |            |
| Ramos 90+7’ (rig.) | Marcatori | 33’ Gouiri |

| Fontvieille 1º marzo 2024, ore 21:00 CET 24ª giornata | Monaco | 0 – 0 referto | Paris Saint-Germain | Stadio Louis II (14 700 spett.)\| Arbitro: \| Buquet \| |
| Arbitro:                                              | Buquet |               |                     |                                                         |

| Arbitro: | Delajod |

|                                 |           |                           |
| Abdelhamid 17’ (aut.) Ramos 19’ | Marcatori | 7’ Munetsi 45’ O. Diakité |

| Arbitro: | Batta |

|                                  |           |                                                          |
| Nordin 30’ Savanier 45+1’ (rig.) | Marcatori | 14’ Vitinha 22’, 50’, 63’ Mbappé 53’ Lee 89’ Nuno Mendes |

| Arbitro: | Bastien |

|  |           |                       |
|  | Marcatori | 53’ Vitinha 85’ Ramos |

| Arbitro: | Angoula |

|           |           |           |
| Ramos 85’ | Marcatori | 32’ Keïta |

| Arbitro: | Bollengier |

|           |           |                                  |
| Bamba 73’ | Marcatori | 19’, 60’ Dembélé 22’, 90’ Mbappé |

| Arbitro: | Letexier |

|                                           |           |            |
| Matić 3’ (aut.) Beraldo 6’ Ramos 32’, 42’ | Marcatori | 37’ Nuamah |

| Arbitro: | Delajod |

|                                    |           |                                           |
| Barcola 29’ Hakimi 78’ Ramos 90+4’ | Marcatori | 19’ Operi 38’ A. Ayew 61’ (rig.) A. Touré |

| Arbitro: | Buquet |

|         |           |                       |
| Cho 32’ | Marcatori | 18’ Barcola 32’ Zague |

| Arbitro: | Batta |

|           |           |                                    |
| Mbappé 8’ | Marcatori | 13’ Dallinga 68’ Gboho 90+4’ Magri |

| Arbitro: | Angoula |

|  |           |                  |
|  | Marcatori | 7’ Soler 12’ Lee |

### Coppa di Francia

#### Fase a eliminazione diretta
| Arbitro: | Batta |

|  |           | |
|  | Marcatori | 16’, 45’, 48’ Mbappé 38’ (aut.) N'Guessan 43’ Asensio 71’ (rig.) Ramos 76’, 90’ Kolo Muani 87’ Ndour |

| Arbitro: | Bollengier |

|               |           |                                             |
| Saint-Ruf 86’ | Marcatori | 16’, 63’ (rig.) Mbappé 72’ Ramos 88’ Mayulu |

| Arbitro: | Bastien |

|                                     |           |            |
| Mbappé 34’ D. Pereira 37’ Ramos 90’ | Marcatori | 65’ Mounié |

| Arbitro: | Letexier |

|                                 |           |             |
| Mbappé 14’ Ruiz 33’ Beraldo 60’ | Marcatori | 37’ Laborde |

| Arbitro: | Buquet |

|            |           |  |
| Mbappé 40’ | Marcatori |  |

| Arbitro: | Letexier |

|             |           |                      |
| O'Brien 55’ | Marcatori | 22’ Dembélé 34’ Ruiz |

### UEFA Champions League

#### Fase a gironi
| Arbitro: | Gil Manzano |

|                              |           |  |
| Mbappé 49’ (rig.) Hakimi 58’ | Marcatori |  |

| Arbitro: | Kovács |

|                                                |           |               |
| Almirón 17’ Burn 39’ Longstaff 50’ Schär 90+1’ | Marcatori | 56’ Hernández |

| Arbitro: | Vinčić |

|                                   |           |  |
| Mbappé 32’ Kolo Muani 53’ Lee 89’ | Marcatori |  |

| Arbitro: | Gil Manzano |

|                     |           |             |
| Leão 12’ Giroud 50’ | Marcatori | 9’ Škriniar |

| Arbitro: | Marciniak |

|                     |           |          |
| Mbappé 90+8’ (rig.) | Marcatori | 24’ Isak |

| Arbitro: | Nyberg |

|             |           |                 |
| Adeyemi 51’ | Marcatori | 56’ Zaïre-Emery |

#### Fase a eliminazione diretta
| Arbitro: | Guida |

|                        |           |  |
| Mbappé 58’ Barcola 71’ | Marcatori |  |

| Arbitro: | Oliver |

|            |           |                 |
| Merino 89’ | Marcatori | 15’, 56’ Mbappé |

| Arbitro: | Taylor |

|                         |           |                                   |
| Dembélé 48’ Vitinha 51’ | Marcatori | 37’, 62’ Raphinha 77’ Christensen |

| Arbitro: | Kovács |

|              |           |                                                |
| Raphinha 12’ | Marcatori | 40’ Dembélé 54’ Vitinha 61’ (rig.), 89’ Mbappé |

| Arbitro: | Taylor |

|              |           |  |
| Füllkrug 36’ | Marcatori |  |

| Arbitro: | Orsato |

|  |           |             |
|  | Marcatori | 50’ Hummels |

### Supercoppa di Francia
| Arbitro: | El Hadj |

|                   |           |  |
| Lee 3’ Mbappé 44’ | Marcatori |  |

## Statistiche

### Statistiche di squadra
| Competizione          | Punti | In casa | In casa | In casa | In casa | In casa | In casa | In trasferta | In trasferta | In trasferta | In trasferta | In trasferta | In trasferta | Totale | Totale | Totale | Totale | Totale | Totale | DR  |
| Competizione          | Punti | G       | V       | N       | P       | Gf      | Gs      | G            | V            | N            | P            | Gf           | Gs           | G      | V      | N      | P      | Gf     | Gs     | DR  |
| --------------------- | ----- | ------- | ------- | ------- | ------- | ------- | ------- | ------------ | ------------ | ------------ | ------------ | ------------ | ------------ | ------ | ------ | ------ | ------ | ------ | ------ | --- |
| Ligue 1               | 76    | 17      | 9       | 6       | 2       | 42      | 22      | 17           | 13           | 4            | 0            | 39           | 11           | 34     | 22     | 10     | 2      | 81     | 33     | +48 |
| Coppa di Francia      | -     | 3       | 3       | 0       | 0       | 7       | 2       | 2            | 2            | 0            | 0            | 13           | 1            | 6      | 6      | 0      | 0      | 22     | 4      | +18 |
| Champions League      | 8     | 6       | 3       | 1       | 2       | 10      | 5       | 6            | 2            | 1            | 3            | 9            | 10           | 12     | 5      | 2      | 5      | 19     | 15     | +4  |
| Supercoppa di Francia | -     | 1       | 1       | 0       | 0       | 2       | 0       | 0            | 0            | 0            | 0            | 0            | 0            | 1      | 1      | 0      | 0      | 2      | 0      | +2  |
| Totale                | -     | 26      | 16      | 6       | 3       | 61      | 28      | 26           | 17           | 5            | 4            | 61           | 23           | 52     | 35     | 11     | 8      | 124    | 52     | +72 |

### Andamento in campionato
| Giornata  | 1 | 2  | 3 | 4 | 5 | 6 | 7 | 8 | 9 | 10 | 11 | 12 | 13 | 14 | 15 | 16 | 17 | 18 | 19 | 20 | 21 | 22 | 23 | 24 | 25 | 26 | 27 | 28 | 29 | 30 | 31 | 32 | 33 | 34 |
| --------- | - | -- | - | - | - | - | - | - | - | -- | -- | -- | -- | -- | -- | -- | -- | -- | -- | -- | -- | -- | -- | -- | -- | -- | -- | -- | -- | -- | -- | -- | -- | -- |
| Luogo     | C | T  | C | T | C | C | T | T | C | T  | C  | T  | C  | T  | C  | T  | C  | T  | C  | T  | C  | T  | C  | T  | C  | T  | T  | C  | T  | C  | C  | T  | C  | T  |
| Risultato | N | N  | V | V | P | V | N | V | V | V  | V  | V  | V  | V  | V  | N  | V  | V  | N  | V  | V  | V  | N  | N  | N  | V  | V  | N  | V  | V  | N  | V  | P  | V  |
| Posizione | 9 | 12 | 8 | 2 | 5 | 3 | 5 | 3 | 3 | 2  | 2  | 1  | 1  | 1  | 1  | 1  | 1  | 1  | 1  | 1  | 1  | 1  | 1  | 1  | 1  | 1  | 1  | 1  | 1  | 1  | 1  | 1  | 1  | 1  |

Legenda:

Luogo: C = Casa; T = Trasferta. Risultato: V = Vittoria; N = Pareggio; P = Sconfitta.

### Statistiche dei giocatori
Sono in corsivo i calciatori che hanno lasciato la società a stagione in corso.
| Giocatore      | Ligue 1  | Ligue 1 | Ligue 1     | Ligue 1    | Coppa di Francia | Coppa di Francia | Coppa di Francia | Coppa di Francia | Champions League | Champions League | Champions League | Champions League | Supercoppa di Francia | Supercoppa di Francia | Supercoppa di Francia | Supercoppa di Francia | Totale   | Totale | Totale      | Totale     |
| Giocatore      | Presenze | Reti    | Ammonizioni | Espulsioni | Presenze         | Reti             | Ammonizioni      | Espulsioni       | Presenze         | Reti             | Ammonizioni      | Espulsioni       | Presenze              | Reti                  | Ammonizioni           | Espulsioni            | Presenze | Reti   | Ammonizioni | Espulsioni |
| -------------- | -------- | ------- | ----------- | ---------- | ---------------- | ---------------- | ---------------- | ---------------- | ---------------- | ---------------- | ---------------- | ---------------- | --------------------- | --------------------- | --------------------- | --------------------- | -------- | ------ | ----------- | ---------- |
| M. Asensio     | 19       | 4       | 0           | 0          | 5                | 1                | 0                | 0                | 6                | 0                | 0                | 0                | 1                     | 0                     | 0                     | 0                     | 31       | 5      | 0           | 0          |
| B. Barcola     | 25       | 4       | 3           | 1          | 3                | 0                | 0                | 0                | 10               | 1                | 0                | 0                | 1                     | 0                     | 0                     | 0                     | 39       | 5      | 3           | 1          |
| L. Beraldo     | 13       | 1       | 4           | 1          | 5                | 1                | 1                | 0                | 5                | 0                | 1                | 0                | 1                     | 0                     | 0                     | 0                     | 24       | 2      | 6           | 1          |
| O. Dembélé     | 26       | 3       | 0           | 0          | 4                | 1                | 2                | 0                | 11               | 2                | 5                | 0                | 1                     | 0                     | 0                     | 0                     | 42       | 6      | 7           | 0          |
| G. Donnarumma  | 25       | -20     | 2           | 1          | 4                | -3               | 0                | 0                | 12               | -15              | 1                | 0                | 1                     | -0                    | 0                     | 0                     | 42       | -38    | 3           | 1          |
| H. Ekitike     | 1        | 0       | 0           | 0          | 0                | 0                | 0                | 0                | 0                | 0                | 0                | 0                | 0                     | 0                     | 0                     | 0                     | 1        | 0      | 0           | 0          |
| F. Ruiz        | 21       | 1       | 3           | 0          | 5                | 2                | 0                | 0                | 9                | 0                | 2                | 0                | 0                     | 0                     | 0                     | 0                     | 35       | 3      | 5           | 0          |
| A. Hakimi      | 25       | 4       | 3           | 0          | 3                | 0                | 0                | 0                | 11               | 1                | 4                | 0                | 1                     | 0                     | 0                     | 0                     | 40       | 5      | 7           | 0          |
| K-i. Lee       | 23       | 3       | 2           | 0          | 3                | 0                | 0                | 0                | 9                | 1                | 1                | 0                | 1                     | 1                     | 0                     | 0                     | 36       | 5      | 3           | 0          |
| R. Kolo Muani  | 26       | 6       | 1           | 0          | 3                | 2                | 0                | 0                | 10               | 1                | 0                | 0                | 1                     | 0                     | 0                     | 0                     | 40       | 9      | 1           | 0          |
| L. Kurzawa     | 1        | 0       | 0           | 0          | 0                | 0                | 0                | 0                | 0                | 0                | 0                | 0                | 0                     | 0                     | 0                     | 0                     | 1        | 0      | 0           | 0          |
| L. Hernández   | 27       | 1       | 6           | 0          | 2                | 0                | 0                | 0                | 11               | 1                | 2                | 0                | 1                     | 0                     | 1                     | 0                     | 41       | 2      | 9           | 0          |
| Marquinhos     | 21       | 0       | 1           | 0          | 4                | 0                | 0                | 0                | 10               | 0                | 2                | 0                | 1                     | 0                     | 0                     | 0                     | 36       | 0      | 3           | 0          |
| S. Mayulu      | 8        | 0       | 0           | 0          | 2                | 1                | 0                | 0                | 0                | 0                | 0                | 0                | 0                     | 0                     | 0                     | 0                     | 10       | 1      | 0           | 0          |
| E. Mbappé      | 3        | 0       | 0           | 0          | 2                | 0                | 0                | 0                | 0                | 0                | 0                | 0                | 0                     | 0                     | 0                     | 0                     | 5        | 0      | 0           | 0          |
| K. Mbappé      | 29       | 27      | 4           | 0          | 6                | 8                | 0                | 0                | 12               | 8                | 1                | 0                | 1                     | 1                     | 0                     | 0                     | 48       | 44     | 5           | 0          |
| Nuno Mendes    | 6        | 1       | 3           | 0          | 3                | 0                | 0                | 0                | 5                | 0                | 1                | 0                | 0                     | 0                     | 0                     | 0                     | 14       | 1      | 4           | 0          |
| N. Mukiele     | 16       | 0       | 2           | 0          | 1                | 0                | 0                | 0                | 3                | 0                | 0                | 0                | 0                     | 0                     | 0                     | 0                     | 20       | 0      | 2           | 0          |
| K. Navas       | 4        | -6      | 0           | 0          | 2                | -1               | 0                | 0                | 0                | 0                | 0                | 0                | 0                     | 0                     | 0                     | 0                     | 6        | -7     | 0           | 0          |
| C. Ndour       | 3        | 0       | 1           | 0          | 1                | 1                | 0                | 0                | 0                | 0                | 0                | 0                | 0                     | 0                     | 0                     | 0                     | 4        | 1      | 1           | 0          |
| D. Pereira     | 26       | 0       | 2           | 0          | 5                | 1                | 0                | 0                | 3                | 0                | 0                | 0                | 0                     | 0                     | 0                     | 0                     | 34       | 1      | 2           | 0          |
| G. Ramos       | 29       | 11      | 2           | 0          | 4                | 3                | 0                | 0                | 6                | 0                | 1                | 0                | 0                     | 0                     | 0                     | 0                     | 39       | 14     | 3           | 0          |
| M. Škriniar    | 24       | 0       | 1           | 0          | 1                | 0                | 0                | 0                | 6                | 1                | 2                | 0                | 1                     | 0                     | 0                     | 0                     | 32       | 1      | 3           | 0          |
| C. Soler       | 24       | 2       | 1           | 0          | 2                | 0                | 0                | 0                | 2                | 0                | 0                | 0                | 0                     | 0                     | 0                     | 0                     | 28       | 2      | 1           | 0          |
| A. Tenas       | 6        | -7      | 0           | 0          | 0                | -0               | 0                | 0                | 0                | -0               | 0                | 0                | 0                     | -0                    | 0                     | 0                     | 6        | -7     | 0           | 0          |
| M. Ugarte      | 25       | 0       | 5           | 0          | 4                | 0                | 0                | 0                | 8                | 0                | 2                | 0                | 0                     | 0                     | 0                     | 0                     | 37       | 0      | 7           | 0          |
| Vitinha        | 28       | 7       | 0           | 0          | 5                | 0                | 0                | 0                | 12               | 2                | 2                | 0                | 1                     | 0                     | 1                     | 0                     | 46       | 9      | 3           | 0          |
| Y. Zague       | 5        | 1       | 1           | 0          | 0                | 0                | 0                | 0                | 0                | 0                | 0                | 0                | 0                     | 0                     | 0                     | 0                     | 5        | 1      | 1           | 0          |
| W. Zaïre-Emery | 26       | 2       | 3           | 0          | 5                | 0                | 0                | 0                | 11               | 1                | 1                | 0                | 1                     | 0                     | 0                     | 0                     | 43       | 3      | 4           | 0          |